# Фирмо
Фѝрмо (на италиански: Firmo, на арбърешки: Ferma, Ферма, на местен диалект: Fìrmu, Фирму) е село и община в Южна Италия, провинция Козенца, регион Калабрия. Разположено е на 370 m надморска височина. Населението на общината е 2257 души (към 2012 г.).
 В това село живее албанско общество, наречено арбъреши. Те са се заселили в този район между XV и XVIII век като бежанци от османското владичество. Село Фирмо е част от етнографическия район Арберия.